# Danh sách vua Tây Tạng
Thánh Thần Tán Phổ (chữ Hán: 圣神赞普, bính âm: Shèngshén Zànpǔ, tiếng Tạng: འཕྲུལ་གྱི་ལྷ་བཙན་པོ་, THL: Trülgyilha Tsenpo), gọi tắt là Tán Phổ, là danh hiệu của Quân chủ Đế quốc Thổ Phồn của người Tạng, tương đương với Hoàng đế, được trích từ tên của 7 vị vua Tri thần thánh đầu tiên của triều đại Yarlung (Thổ Phồn tiền Đế quốc).
Danh sách truyền thống của Thổ Phồn bao gồm 42 cái tên . 26 vị vua đầu tiên mang nhiều tính thần thoại do không có đủ bằng chứng xác thực sự tồn tại của họ, nhưng các sử gia hiện đại tin rằng từ vị vua thứ 27 đến 32 là có thật . Kể từ vua thứ 33 Songtsen Gampo đã có rất nhiều nguồn sử liệu từ cả tiếng Tạng, tiếng Trung và nhiều thứ tiếng khác.
Trước thời Namri Songtsen và Songtsen Gampo, Thổ Phồn chưa được thống nhất. Các vua trước đó có thể chỉ là những vua bộ lạc địa phương tại thung lũng Yarlung .

## Danh sách vua triều đại Yarlung
| 7 vua Tri thần thánh | 7 vua Tri thần thánh  | 7 vua Tri thần thánh | 7 vua Tri thần thánh | 7 vua Tri thần thánh | 7 vua Tri thần thánh |
| -------------------- | --------------------- | -------------------- | -------------------- | -------------------- | -------------------- |
| Tên tiếng Tạng       | Phiên âm giản thể THL | Tiếng Hán            | Bính âm              | Hán Việt             | Trị vì               |
| གཉའ་ཁྲི་བཙན་པོ།         | Nyatri Tsenpo         | 聂赤赞普             | Nièchì Zànpǔ         | Nhiếp Xích Tán Phổ   | 127 TCN – ? TCN      |
| མུ་ཁྲི་བཙན་པོ།           | Mutri Tsenpo          | 聂赤赞普             | Mùchì Zànpǔ          | Mục Xích Tán Phổ     |                      |
| དིང་ཁྲི་བཙན་པོ།          | Dingtri Tsenpo        | 聂赤赞普             | Dìngchì Zànpǔ        | Định Xích Tán Phổ    |                      |
| སོ་ཁྲི་བཙན་པོ།           | Sotri Tsenpo          | 聂赤赞普             | Suǒchì Zànpǔ         | Sách Xích Tán Phổ    |                      |
| མེར་ཁྲི་བཙན་པོ།          | Mertri Tsenpo         | 美赤赞普             | Měichì Zànpǔ         | Mỹ Xích Tán Phổ      |                      |
| གདགས་ཁྲི་བཙན་པོ།        | Daktri Tsenpo         | 美赤赞普             | Dáchì Zànpǔ          | Đạt Xích Tán Phổ     |                      |
| སྲིབ་ཁྲི་བཙན་པོ།          | Siptri Tsenpo         | 塞赤赞普             | Sāichì Zànpǔ         | Tái Xích Tán Phổ     |                      |

| 2 vua ở giữa   | 2 vua ở giữa          | 2 vua ở giữa | 2 vua ở giữa  | 2 vua ở giữa     | 2 vua ở giữa |
| -------------- | --------------------- | ------------ | ------------- | ---------------- | ------------ |
| Tên tiếng Tạng | Phiên âm giản thể THL | Tiếng Hán    | Bính âm       | Hán Việt         | Trị vì       |
| གྲི་གུམ་བཙན་པོ།    | Drigum Tsenpo         | 止贡赞普     | Zhǐgòng Zànpǔ | Chi Cống Tán Phổ |              |
| པུ་ལྡེ་གུང་རྒྱལ།     | Pudé Gunggyel         | 布德贡甲     | Bùdé Gòngjiǎ  | Bố Đức Cống Giáp |              |

| 6 vua Lek      | 6 vua Lek             | 6 vua Lek | 6 vua Lek    | 6 vua Lek      | 6 vua Lek |
| -------------- | --------------------- | --------- | ------------ | -------------- | --------- |
| Tên tiếng Tạng | Phiên âm giản thể THL | Tiếng Hán | Bính âm      | Hán Việt       | Trị vì    |
| ཨེ་ཤོ་ལེགས།       | Esho Lek              | 艾雪勒    | Àixuě Lēi    | Ngải Tuyết Lặc |           |
| དེ་ཤོ་ལེགས།       | Desho Lek             | 德雪勒    | Déxuě Lēi    | Đức Tuyết Lặc  |           |
| ཐི་ཤོ་ལེགས།       | Tisho Lek             | 提雪勒    | Tíxuě Lēi    | Thì Tuyết Lặc  |           |
| གུང་རུ་ལེགས།      | Guru Lek              | 古茹勒    | Gǔrú Lēi     | Cổ Như Lặc     |           |
| འབྲོང་ཞེར་ལེགས།    | Trongzhi Lek          | 仲谢勒    | Zhòngxiè Lēi | Trọng Tạ Lặc   |           |
| ཨི་ཤོ་ལེགས།       | Isho Lek              | 伊雪勒    | Yīxuě Lēi    | Y Tuyết Lặc    |           |

| 8 vua De       | 8 vua De              | 8 vua De  | 8 vua De       | 8 vua De        | 8 vua De |
| -------------- | --------------------- | --------- | -------------- | --------------- | -------- |
| Tên tiếng Tạng | Phiên âm giản thể THL | Tiếng Hán | Bính âm        | Hán Việt        | Trị vì   |
| ཟ་ནལ་ཟིན་ལྡེ།     | Zanam Zindé           | 萨南森德  | Sànán Sēndé    | Tát Nam Sâm Đức |          |
| ལྡེ་འཕྲུལ་ནམ་གཞུང་། | Detrul Namzhung       | 德楚南雄  | Déchǔ Nánxióng | Đức Sở Nam Hùng |          |
| སེ་སྣོལ་གནམ་ལྡེ།    | Senöl Namdé           | 色诺南德  | Sènuò Nándé    | Sắc Nặc Nam Đức |          |
| སེ་སྣོལ་པོ་ལྡེ།      | Senöl Podé            | 色诺布德  | Sènuò Bùdé     | Sắc Nặc Bố Đức  |          |
| ལྡེ་སྣོལ་ནམ།       | Denöl Nam             | 德诺南    | Dénuò Nán      | Đức Nặc Nam     |          |
| ལྡེ་སྣོལ་པོ།        | Dénöl Po              | 德诺布    | Dénuò Bù       | Đức Nặc Bố      |          |
| ལྡེ་རྒྱལ་པོ།        | Dégyel Po             | 德结布    | Déjié Bù       | Đức Kết Tán     |          |
| ལྡེ་སྤྲིན་བཙན།      | Détrin Tsen           | 德振赞    | Dézhèn Zàn     | Đức Chân Tán    |          |

| 5 vua Tsen     | 5 vua Tsen            | 5 vua Tsen | 5 vua Tsen     | 5 vua Tsen           | 5 vua Tsen |
| -------------- | --------------------- | ---------- | -------------- | -------------------- | ---------- |
| Tên tiếng Tạng | Phiên âm giản thể THL | Tiếng Hán  | Bính âm        | Hán Việt             | Trị vì     |
| ཏོ་རི་ལུང་བཙན།    | Tori Lungtsen         | 多日隆赞   | Duōrì Lóngzàn  | Đa Nhật Long Tán     |            |
| ཁྲི་བཙན་ནམ།      | Tritsen Nam           | 赤赞南     | Chìzàn Nán     | Xích Tán Nam         |            |
| ཁྲི་སྒྲ་དཔུང་བཙན།   | Tridra Pungtsen       | 赤扎邦赞   | Chìzhā Bāngzàn | Xích Trát Bang Tán   |            |
| ཐོག་རྗེ་ཐོག་བཙན    | Tritog Jetsen         | 赤扎邦赞   | Chìtuō Jízàn   | Xích Đoái Cát Tán    |            |
| ཐོ་ཐོ་རི་གཉན་བཙན། | Thothori Nyantsen     | 土度日年赞 | Tǔdùrì Niánzàn | Thổ Độ Nhật Niên Tán |            |

| Thời kỳ quật khởi | Thời kỳ quật khởi     | Thời kỳ quật khởi | Thời kỳ quật khởi | Thời kỳ quật khởi  | Thời kỳ quật khởi |
| ----------------- | --------------------- | ----------------- | ----------------- | ------------------ | ----------------- |
| Tên tiếng Tạng    | Phiên âm giản thể THL | Tiếng Hán         | Bính âm           | Hán Việt           | Trị vì            |
| ཁྲི་གཉན་གཟུངས་བཙན།   | Trinyen Zungtsen      | 赤宁松赞          | Chìníng Sōngzàn   | Xích Ninh Tung Tán |                   |
| འབྲོང་གཉན་ལྡེ་རུ།      | Drongnyen Déru        | 赤宁松赞          | Zhòngníng Déwū    | Trọng Ninh Đức Ô   |                   |
| སྟག་རི་གཉན་གཟིགས།    | Takri Nyasig          | 达布宁塞          | Dábù Níngsāi      | Đạt Bố Ninh Tắc    |                   |
| གནམ་རི་སྲོང་བཙན།     | Namri Songtsen        | 南日松赞          | Nánrì Sōngzàn     | Nam Nhật Tùng Tán  | ? – 629           |

## Danh sách tán phổ Đế quốc Thổ Phồn
| Tên tiếng Tạng | Phiên âm giản thể THL | Tiếng Hán | Bính âm          | Hán Việt           | Sinh mất  | Trị vì    |
| སྲོང་བཙན་སྒམ་པོ།   | Songtsen Gampo        | 松赞干布  | Sōngzàn Gānbù    | Tùng Tán Cán Bố    | 569 – 649 | 618 – 649 |
| གུང་རི་གུང་བཙན།   | Gungri Gungtsen       | 共日共赞  | Gòngrì Gòngzàn   | Cung Nhật Cung Tán | ? – ?     | 638 – 655 |
| མང་སྲོང་མང་བཙན།  | Mangsong Mangtsen     | 芒松芒赞  | Mángsōng Mángzàn | Mang Tùng Mang Tán | ? – 676   | 650 – 676 |
| ཁྲི་འདུས་སྲོང་བཙན།  | Tridu Songtsen        | 赤都松赞  | Chìdōu Sōngzàn   | Xích Đô Tùng Tán   | 670 – 704 | 676 – 704 |
| ཁྲི་ལྡེ་གཙུག་བརྟན།   | Tridé Tsuktsen        | 赤德祖赞  | Chìdé Zǔzàn      | Xích Đức Tổ Tán    | 704 – 755 | 705 – 755 |
| ཁྲི་སྲོང་ལྡེ་བཙན།    | Trisong Detsen        | 赤松德赞  | Chìsōng Dézàn    | Xích Tùng Đức Tán  | 742 – 797 | 755 – 794 |
| མུ་ནེ་བཙན་པོ།     | Muné Tsenpo           | 木奈赞普  | Mùnài Zànpǔ      | Mộc Nại Tán Phổ    | 762 – 799 | 797 - 799 |
| སད་ན་ལེགས།      | Séna Lek              | 塞纳勒    | Sāinà Lēi        | Tái Nạp Lặc        | 761 – 815 | 800 – 815 |
| རལ་པ་ཅན།       | Ralpacan              | 日巴坚    | Rìbājiān         | Nhật Ba Kiên       | 802 – 836 | 815 – 836 |
| གླང་དར་མ།       | Langdarma             | 朗達瑪    | Lǎngdámǎ         | Lãng Đạt Mã        | 799 – 841 | 838 – 841 |